# Авари
А́вари (кв. Avari, то есть «Отказавшиеся»; ед. ч. А́вар) — в легендариуме Дж. Р. Р. Толкина один из эльфийских народов Средиземья. В отличие от эльдар, покинувших берега озера Куивиэнен и ушедших с Оромэ в Валинор, авари отвергли зов Валар и отказались принять участие в Великом походе.
Об авари известно немногое. Существует мнение, что народ короля Трандуила в значительной своей части состоял из авари. Также существует мнение, что именно захваченные в плен авари послужили основой для создания Мелькором орков в Предначальную Эпоху, задолго до создания Солнца и Луны.
В первой «Книге утраченных сказаний» (англ. The Book of Lost Tales) рассказывалось о короле авари по имени Ту (Tû), который вёл войны с Мелькором и был достаточно сильным магом. Также рассказывалась история о том, как один из эльфов-авари проник в некую долину и обнаружил там спящих детей. Это были люди, которые ещё не пробудились и ждали Солнца и Луны. Ту запретил эльфу будить этих детей, опасаясь гнева Илуватара, но эльф не послушался и всё же разбудил двоих. Так первые из людей пробудились ещё до Солнца и Луны.

## Литературная история
После отказа участвовать в Великом походе авари небольшими племенами скитались по востоку Средиземья, постепенно продвигаясь на запад.
Авари юга, приходившие в Восточный Белерианд, считали себя потомками всеотца Тата и его спутников, тем самым признавая родство с нолдор-изгнанниками, однако завидовали им и были к ним недружелюбны. Авари запада же были к нолдор дружелюбны и хотели у них учиться. Также авари были дружны с гномами.
Именно авари были первыми эльфами, которых встретили пробудившиеся люди, однако лишь некоторые из них не были настроены к людям враждебно.

## Аварин
А́варин (кв. Avarin) — в произведениях Дж. Р. Р. Толкина — язык эльфов-авари. Оказал большое влияние на формирование раннего языка эдайн — талиска.
На самом деле одного общего языка у авари не существует, поэтому термин «аварин» очень условен. Известно шесть языков авари, на каждом из которых известно по одному слову: kindi, cuind, hwenti, windan, kinn-lai, penni. Означают все эти шесть слов «эльфы», «квэнди».